# Cantone di Moulins-Engilbert
Il Cantone di Moulins-Engilbert era una divisione amministrativa dell'arrondissement di Château-Chinon (Ville).
È stato soppresso a seguito della riforma complessiva dei cantoni del 2014, che è entrata in vigore con le elezioni dipartimentali del 2015.
Comprendeva i comuni di:
- Isenay
- Maux
- Montaron
- Moulins-Engilbert
- Onlay
- Préporché
- Saint-Honoré-les-Bains
- Sermages
- Vandenesse
- Villapourçon